# 브라질 요리

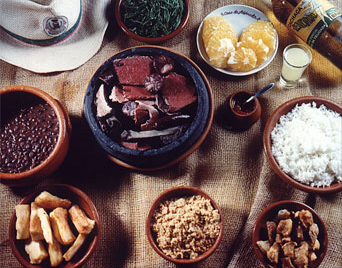
페이조아다

브라질 요리(Brazil 料理, 포르투갈어: cozinha brasileira 코지냐 브라질레이라[*])는 남아메리카 동부에 있는 브라질의 요리이다. 유럽·아프리카 이민자와 아메리카 원주민 요리의 영향을 받아 형성되었다. 이는 포르투갈, 아프리카, 이탈리아, 스페인, 독일, 폴란드, 시리아, 레바논에서 일본에  구성이 다르기 때문에 이에 따른 식문화 차이도 크다.

## 식사 문화

### 아침

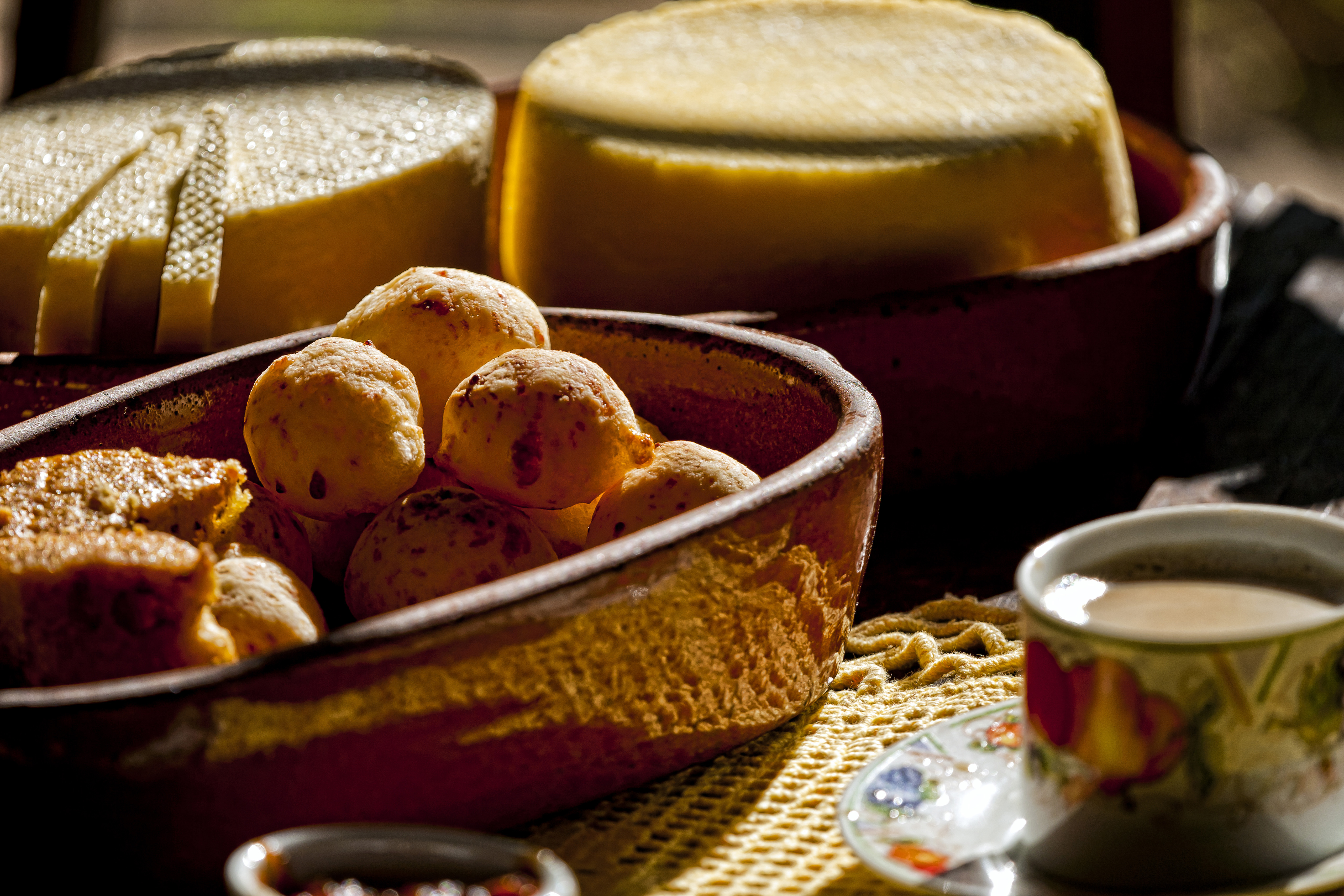
팡 지 케이주, 치즈, 카페 콩 레이치

아침 식사는 "아침의 커피"라는 뜻의 "카페 다 마냥(café da manhã)"으로 부르며, 과일, 빵·케이크, 버터, 런천미트, 치즈, 커피, 우유, 주스 등을 먹는다.
흔히 먹는 빵으로 팡 지 포르마(식빵), 팡 프란세스(프랑스빵), 바게치(바게트), 팡 시리우(시리아빵) 등이 있으며, 지역에 따라 빵에 버터나 마가린, 카투피리(헤케이장) 등을 발라 구운 팡 나 샤파, 빵에 투쿠망 등 소를 넣은 샌드위치인 시스 카보키뉴 등을 먹기도 한다. 브로아 등의 옥수수빵, 팡 지 케이주나 시파 등의 치즈빵, 아보아도르 등 비스킷·쿠키도 흔히 볼 수 있다. 볼루 지 홀루(롤케이크)나 쿠카(슈트로이젤쿠헨) 등 여러 케이크도 흔한 아침 메뉴이다. 지역에 따라 소를 넣거나 자지 않은 베이주(타피오카 팬케이크), 볼루 지 쿠스쿠스(쿠스쿠스 케이크) 등을 아침 식사로 먹기도 한다.
아침에 링구이사 등 소시지나 살라미, 프레준투(햄) 등 여러 가지 훈제·염지 가공육(런천미트), 카르니 세카나 카르니 지 소우 등 마른고기, 달걀 프라이 등을 빵 사이에 끼워 먹기도 한다. 지역에 따라 마른고기를 넣어 조리한 아호스 카헤테이루 등 쌀밥을 아침에 먹는 경우도 있다. 카나스트라 치즈 등 미나스 치즈는 브라질 전역에서 유명하며, 북동부 지역에서는 코알류 치즈를 즐겨 먹는다.
빵에 잼이나 젤레, 콩포트 등 과일 프리저브를 곁들이기도 하며, 생과나 구운 과일을 먹기도 한다. 구아바, 망고, 멜론, 오렌지, 수박, 코코넛, 파인애플, 파파야 등이 흔히 먹는 과일이다. 구아바, 아세롤라, 오렌지, 캐슈, 파인애플, 패션프루트 등을 갈아 생과일 주스로 마시기도 한다. 코코넛워터도 흔한 과일 음료이다.
커피는 드립 커피를 블랙으로 마시기도 하고, 우유를 넣은 카페 콩 레이치(밀크 커피)나 핑가두, 메지아, 코르타두 등을 마시기도 한다. 카푸치노도 흔한 커피 음료이며, 에스프레소 음료를 파는 커피집도 늘고 있다. 차는 전통적인 아침 음료가 아니지만, 커피 대신 마시기도 한다. 아침에 전통적으로 테레레(차가운 마테 음료)를 마시는 지역도 있다.

### 점심

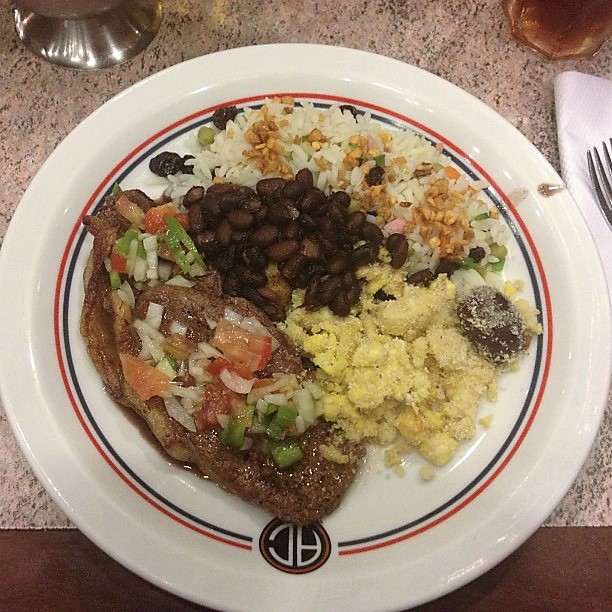
피카냐 스테이크, 비나그레치, 쌀밥과 페이장, 달걀 파로파

점심 식사는 가장 든든한 끼니로, 쌀밥과 페이장(콩 요리), 고기 또는 생선 요리, 샐러드와 후식 등으로 구성된다.
브라질인의 주식은 쌀이다. 백미나 현미 쌀밥에 페이장(검정거북콩 스튜)을 곁들인 아호스 이 페이장은 어디에서나 볼 수 있는 가장 기본적인 음식으로 여겨진다. 리소토나 파스타(스파게티, 탈리에리니, 라사냐 등)를 먹기도 하며, 야키소바나 비풍 등 아시아식 국수 요리도 흔히 먹는다. 스시나 포케 등의 쌀밥 요리도 흔하다. 콩 요리인 페이장은 보통 스튜 같이 조리하지만, 페이장 트로페이루처럼 국물 없이 조리하기도 한다. 고기 등 부재료를 넣은 것은 페이조아다라 부르며, 역시 쌀밥과 함께 먹는다.
주요리는 스테이크가 대표적이다. 피카냐나 아우카트라 등 여러 가지 쇠고기 부위를 구워 먹으며, 달걀 프라이를 올린 비피 아 카발루나 빵가루를 입혀 튀긴 비피 아 밀라네자, 크림소스를 사용한 이스트로고노피 지 카르니, 치즈를 사용한 비피 아 파르메지아나 등을 흔히 볼 수 있다. 생선과 해산물 요리는 지역에 따라 조리법과 식용 빈도가 다르다. 세비체와 스시 등 날생선 요리도 흔히 볼 수 있다.
부식으로는 흔히 비나그레치 등 샐러드류를 곁들인다. 쿠스쿠스나 퀴노아, 매시트 포테이토나 앙구, 감자튀김 등도 흔한 부식이다. 구운 파인애플 등 과일을 곁들이기도 한다.
후식으로 다양한 "도시(doce)"를 먹는데, 대표적인 것으로 도시 지 레이치, 베이지뉴, 브리가데이루, 사구, 카주지뉴, 코카다, 킨징, 파베, 페 지 몰레키, 호메우 이 줄리에타 등이 있다. 푸징 지 레이치 콘덴사두 등 푸딩과 볼루 지 홀루 등 케이크도 흔히 먹는 후식이다. 초콜릿과 과일 등을 넣은 피자 도시(단 피자)나 스시 도시(단 초밥)를 후식으로 먹기도 하며, 아사이 나 치젤라나 아이스크림 등 차가운 후식을 먹기도 한다.

### 저녁
저녁 식사는 수프, 샌드위치, 샐러드, 파스타, 피자 등으로 가볍게 먹는 경우가 많다.
국물 요리는 일반적인 수프를 뜻하는 소파(sopa), 콩소메와 유사한 카우두(caldo), 포타주와 비슷한 크레미(creme) 등으로 나누기도 하며, 지역에 따라 모코토, 바카 아톨라다, 칸지키냐 등 여러 가지 전통 수프가 존재한다.
샐러드는 상추·양상추, 야자심, 오이, 올리브, 카사바·아라카차, 토마토·방울토마토, 피망·파프리카 등 여러 가지 채소와 때때로는 오렌지, 자두 등 과일을 넣어 만든다. 닭고기를 넣은 살피캉 등의 샐러드도 존재하며, 캔참치를 넣어 참치 샐러드를 만들어 먹기도 한다. 오레가노, 바질, 파슬리 등 허브가 쓰이기도 한다.

### 경식

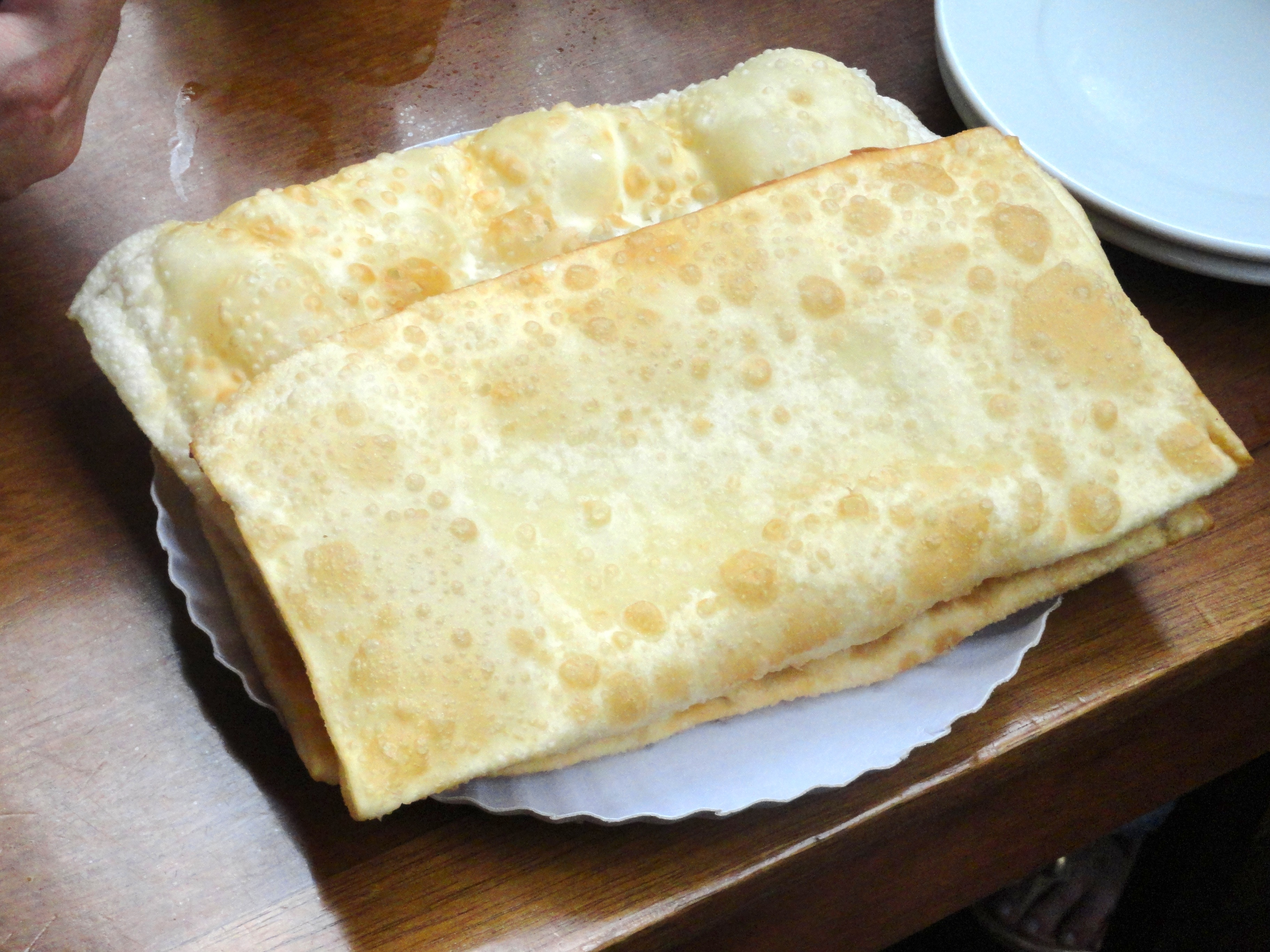
파스테우

경식은 "란시(lanche)"라 부르며, "란쇼네치(lanchonete)"라 불리는 경식 가게에서 사먹는 경우가 많다. 굽거나 튀긴 짭짤한 경식인 "사우가지뉴(salgadinho)"는 이스피하, 임파나다, 코시냐, 키비, 파스테우 등이 있으며, 고기나 치즈, 카투피리(헤케이장) 등의 소가 든 것을 고를 수 있다. 그 외에도 핫도그나 햄버거·샌드위치가 흔한 경식이다.
브라질에서 햄버거는 "암부르게르(hambúrguer)"로도 부르지만 "시스살라다(X-salada)" 등 "시스(X)" 가 들어간 이름으로도 흔히 불린다. (이는 영어 "치즈버거(cheeseburger)"의 "치즈(cheese)"가 변한 것이다. 이중음자 "ch"가 영어에서는 파찰음 /t͡ʃ/로 발음되지만 포르투갈어에서는 마찰음 [ʃ]로 발음되며, 포르투갈어에는 장·단모음 구분이 없고, 음소배열제약에 따라 낱말 끝의 치찰음은 모두 무성음으로 발음되기 때문에, 영어 "치즈 /t͡ʃiːz/"가 브라질 포르투갈어에서는 "시스 [ʃis]"가 된다. 이는 포르투갈어 알파벳 "X"를 부르는 이름과 발음이 같다.) 치즈와 고기 패티, 채소가 들어간 일반적인 햄버거는 "시스살라다(X-salada)"라 불리며, 달걀 프라이가 추가된 것은 "시스에그(X-egg)", 베이컨을 넣은 것은 "시스베이콩(X-bacon)" 등으로 부른다. "시스투두(X-tudo)"도 흔한 햄버거 메뉴인데, 포르투갈어 "투두(tudo)"는 "모든 것"을 뜻하며, 따라서 "시스투두"는 달걀과 베이컨 등 모든 것이 추가된 햄버거를 가리킨다. 피카냐 등 스테이크를 넣은 햄버거도 흔하다.
브라질에서 핫도그는 "카쇼후켄치(cachorro-quente)"라 불리는데, 이는 "강아지"를 뜻하는 "카쇼후(cachorro)"와 "뜨겁다"라는 뜻의 "켄치(quente)"를 붙인 말로, 영어 "핫도그"의 직역이다. 일반적인 핫도그 용 소시지인 프랑크푸르트 소시지 등 사우시샤 이외에도 링구이사 등의 소시지가 쓰이기도 한다. 토핑으로 다진 고기, 바삭바삭하게 튀긴 베이컨, 비나그레치나 콜슬로, 으깬 감자, 막대 감자, 체더, 모차렐라, 파르미자노 등 치즈, 카투피리(헤케이장) 등을 올리고, 케첩, 마요네즈, 머스터드 등 소스를 뿌려 먹는다.

## 지역별 요리

### 북부

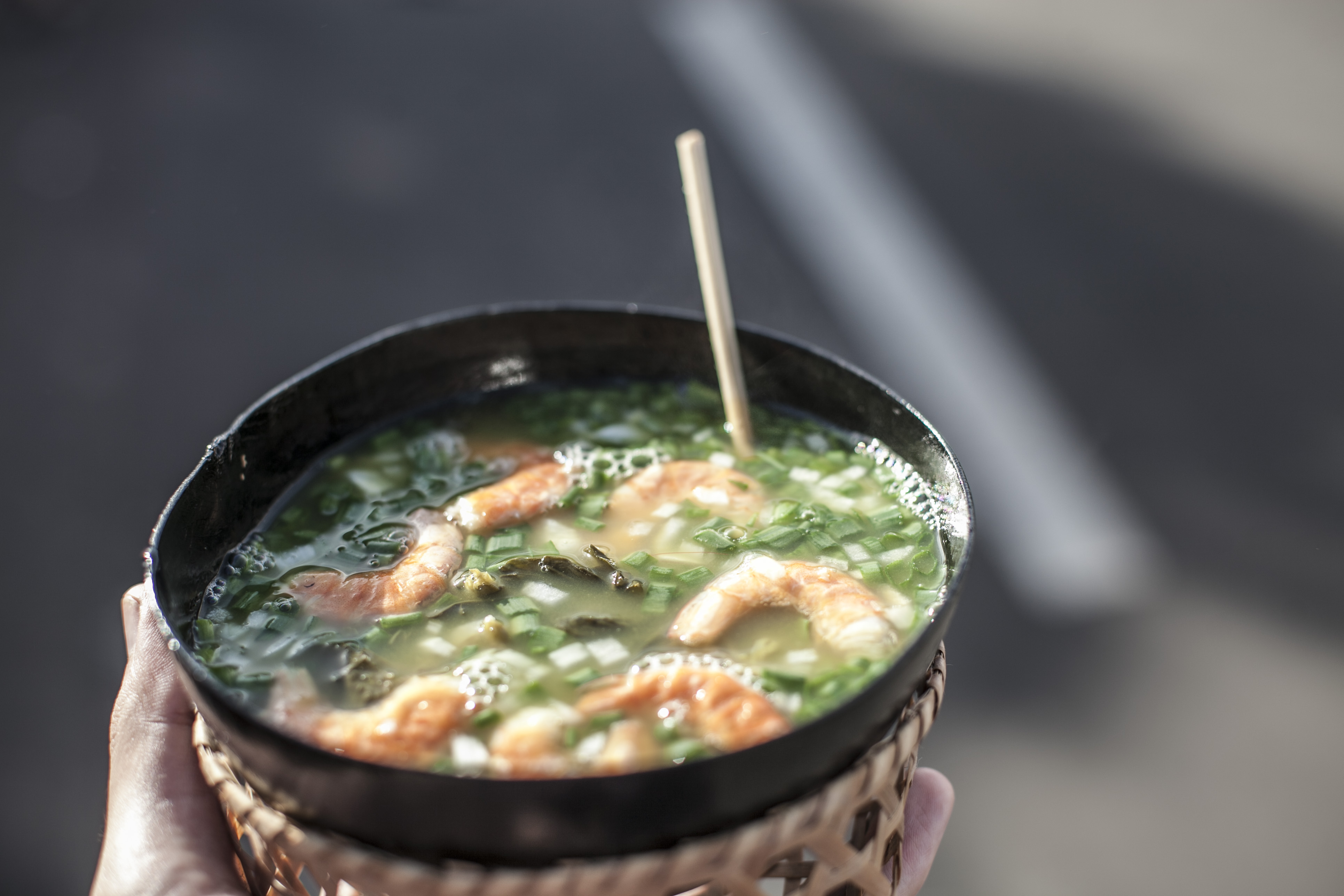
타카카

북부 지방의 식문화는 원주민 및 포르투갈계 이민자의 영향이 강하게 드러난다. 아마존 등 열대 우림에서 나는 카사바, 파라크레스 등 식물과, 골리앗메기, 공작농어, 파쿠, 피라냐, 피라루쿠 등 아마존강 지류에서 나는 민물생선이 여러 요리에 쓰인다. 브라질너트 등을 넣어 만든 쿠키, 타피오카나 카사바가루, 바나나 등으로 만든 포리지, 새우나 게, 생선, 파라크레스 등을 넣어 만든 사우가두(salgado), 쿠푸아수나 바쿠리 등 열대 과일로 만든 도시(doce) 등도 흔한 북부 음식이다. 대표적인 음식은 다음과 같다.
- 마니소바: 마니바(조리한 카사바 잎)와 돼지고기로 만든 요리이다.
- 바타파 파라엔시: 마른 새우와 덴데기름(붉은 팜유)을 넣어 만든 요리이다. 땅콩, 캐슈너트, 생강, 푸바 등이 들어간 바이아식 바타파와 차이가 있다.
- 시스카보키뉴: 투쿠망과 코알류 치즈, 플랜틴 튀김 등을 넣어 만든 햄버거이다.
- 아사이 나 치젤라: 아사이를 얼려 스무디처럼 갈아 만든 빙과이다. 북부 지역에서는 달콤한 후식으로 먹지 않고, 식사 때 생선튀김이나 카르니 지 소우 등 짭조름한 음식과 먹는다.
- 타카카: 투쿠피(카사바 즙을 발효해 만든 노란 국물), 마른 새우, 파라크레스 등을 넣어 만든 요리이다.
- 파투 누 투쿠피: 오리고기와 투쿠피, 파라크레스 등을 넣어 만든 요리이다.
- 피라루쿠 지 카자카: 피라루쿠와 파로파, 올리브, 달걀, 비나그레치로 만든 요리이다.
- 피카지뉴 지 자카레: 악어(앨리게이터)고기로 만든 요리이다.

### 북동부

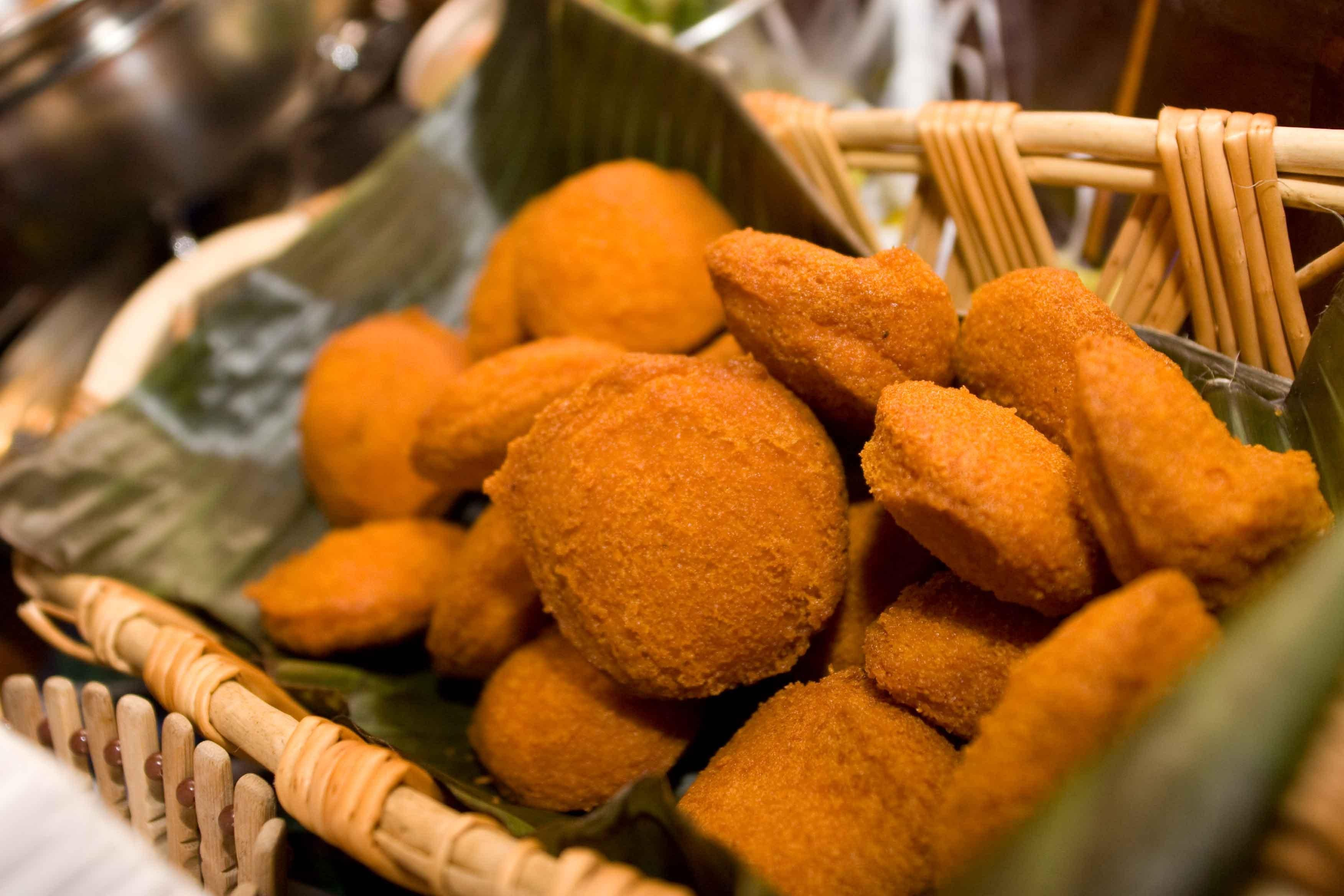
아카라제

북동부 지방의 식문화는 원주민 및 포르투갈계·아프리카계 이민자의 영향을 받아 형성되었다. 특히 페르남부쿠와 바이아 해안 지역을 중심으로 아프리카 요리의 영향이 강하게 드러난다. 식민지 시기 이전부터 원주민들이 재배하던 채소, 쇠고기와 양고기, 생선과 해산물 등이 풍부하며, 북동부 지역의 향토 식재료로는 코알류 치즈, 카르니 지 소우, 만테이가 다 테하, 하파두라 등이 있다. 대표적인 음식은 다음과 같다.
- 마리아이자베우: 카르니 지 소우를 넣어 만든 쌀밥 요리이다.
- 모케카 바이아나: 생선이나 새우 등 해산물과 토마토를 넣어 만든 요리이다. 이스피리투산투식 모케카 카피샤바와 달리 덴데기름(붉은 팜유)과 피망, 코코넛밀크가 들어간다.
- 뭉군자: 칸지카옥수수로 만든 후식이다.
- 바이앙 지 도이스: 동부를 넣어 만든 쌀밥 요리이다.
- 바타파: 빵, 새우, 코코넛밀크, 땅콩, 덴데기름(붉은 팜유)으로 만든 요리이다.
- 보보 지 카마랑: 카사바와 새우로 만든 요리이다.
- 볼루 지 홀루: 고이아바다를 넣어 만든 롤케이크이다.
- 부샤다: 콩팥과 간 등의 양 내장 고기 요리이다.
- 세킬류: 카사바녹말로 만든 쿠키이다.
- 아카라제: 동부 반죽을 덴데기름(붉은 팜유)에 튀긴 음식이다.
- 아호스 지 쿠샤: 로젤, 참깨, 마른새우, 카사바가루, 베리고추를 넣어 만든 쿠샤 소스를 곁들인 쌀밥 요리이다.
- 아후마지뉴: 동부 페이장, 파로파, 비나그레치를 곁들인 마른고기 요리이다.
- 이스콘지지뉴: 마른고기와 카사바 퓌레로 만든 요리이다.
- 카루루: 오크라 요리이다.
- 칸지카: 옥수수, 우유나 코코넛밀크, 설탕, 계피로 만든 요리이다.
- 파로파: 구운 카사바가루 요리이다.
- 파모냐: 사탕옥수수 요리이다.
- 파소카: 카사바가루와 마른고기로 만든 요리이다.
- 파소카 지 아멘도잉: 땅콩, 카사바가루, 설탕을 넣어 만든 후식이다.

### 중서부

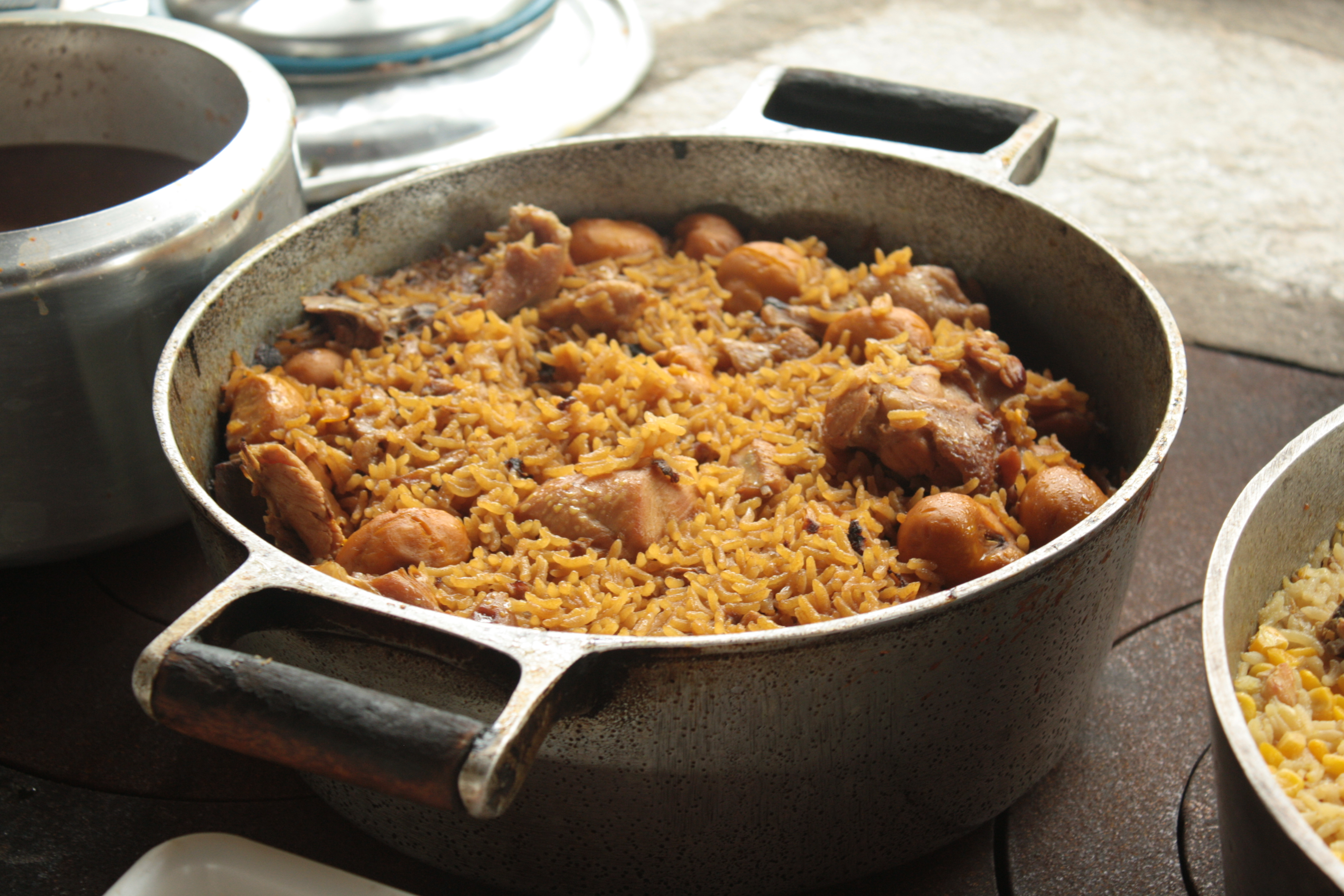
페키를 넣은 갈리냐다

중서부 지방의 식문화는 판타나우 습지 지역의 원주민 요리 및 아프리카계, 포르투갈계, 이탈리아계, 시리아계 이민자 음식의 영향을 받아 형성되었다. 주요한 향토 식재료로 페키, 망가바, 구아바, 캐슈 등 열대 과일, 카사바와 플랜틴, 옥수수 등 토착 주식 작물, 파쿠, 피라냐, 카라신, 붉은꼬리메기 등 민물생선, 아르마딜로나 악어(앨리게이터), 맥 등 사냥 고기가이 있다. 시파나 소파 파라구아이아 등 파라과이 음식, 사우테냐 등 볼리비아 음식도 흔히 볼 수 있다. 대표적인 음식은 다음과 같다.
- 마카항 보이아데이루: 카르니 지 소우를 넣은 파스타 요리이다.
- 슈하스쿠 판타네이루: 땅바닥의 불구덩이 위에서 굽는 슈하스쿠(바비큐)이다.
- 아호스 콩 페키: 페키를 넣어 지은 쌀밥이다.
- 임파당 고이아누: 닭고기, 링구이사, 옥수수 등을 넣어 만든 임파다(파이)이다.
- 푸훈두: 파파야와 하파두라를 넣어 만든 후식이다.

### 남동부

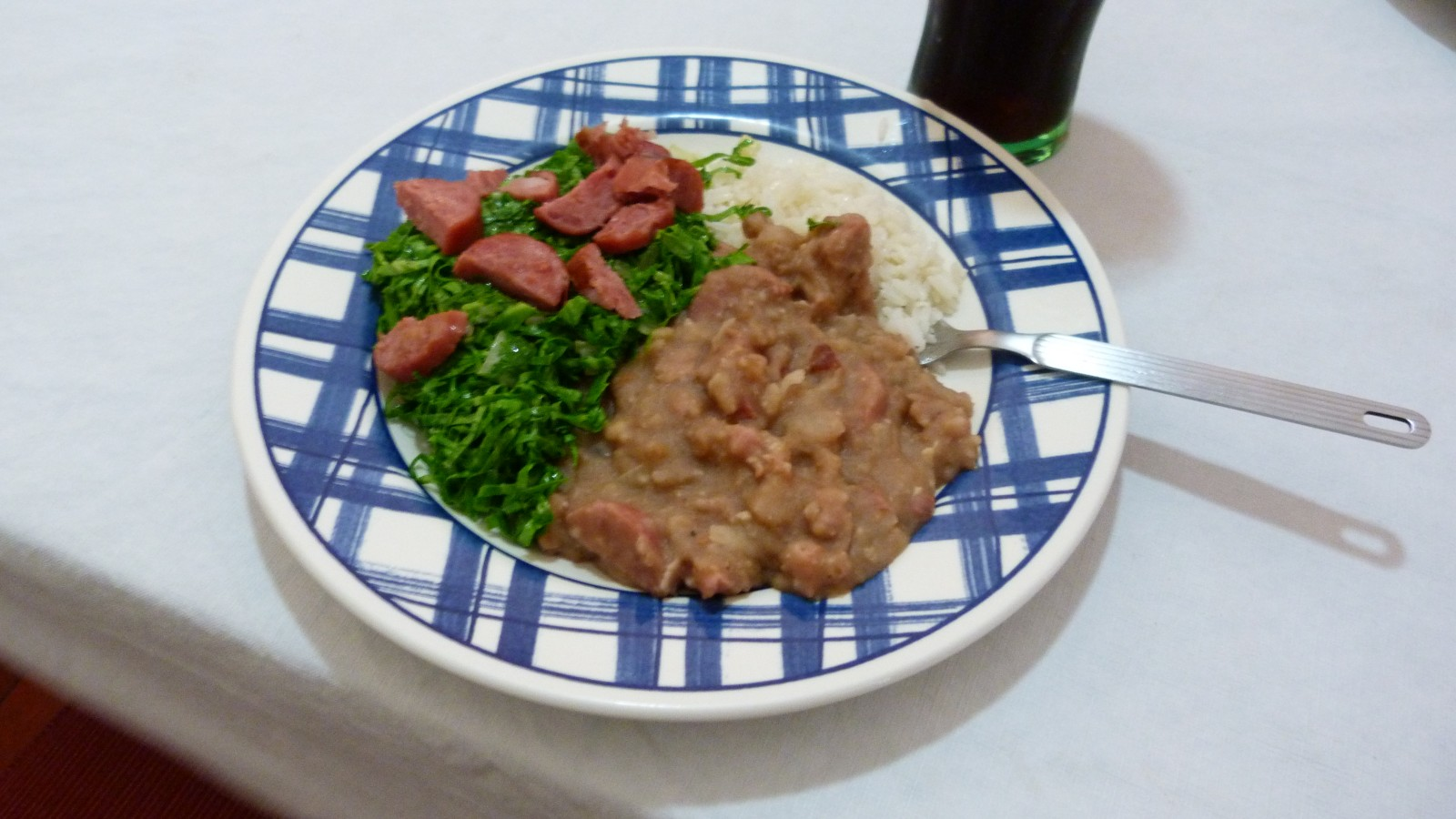
투투 지 페이장

남동부 지방의 식문화는 원주민 및 유럽(포르투갈·이탈리아·독일)계, 아시아(일본·레바논·시리아)계, 아프리카계 등 이민자의 영향을 받아 형성되었다. 옥수수, 오크라, 케일 등 채소와, 닭고기, 돼지고기, 쇠고기 등의 육류, 미나스 치즈를 비롯한 유제품 등이 풍부하게 쓰인다. 팡 지 케이주(치즈 빵)을 비롯해 아보아도르, 세킬류, 호스카 등 여러 가지 전통 과자류도 발달했다. 대표적인 음식은 다음과 같다.
- 갈레투: 구운 영계(닭고기) 요리이다.
- 갈리냐다: 닭고기를 넣어 지은 쌀밥 요리이다.
- 모케카 카피샤바: 생선이나 새우 등 해산물과 토마토를 넣어 만든 요리이다. 바이아식 모케카 바이아나와 달리 덴데기름(붉은 팜유)과 피망, 코코넛밀크를 쓰지 않으며, 안나토를 넣어 색을 낸다.
- 볼리뉴 지 바칼랴우: 바칼랴우(염대구)로 만들어 튀긴 크로켓 또는 어묵이다.
- 비라두: 페이장을 파리냐 등 부재료와 볶아 만든 요리이다. 비라두 아 파울리스타는 쌀밥, 볶은 케일, 바나나 튀김, 포크 촙 등과 함께 낸다.
- 앙구: 푸바(옥수수가루)로 만든 폴렌타와 비슷한 음식이다.
- 쿠스쿠스 파울리스타: 새우, 달걀, 채소 등을 넣어 만든 쿠스쿠스 요리이다.
- 토르타 카피샤바: 바칼랴우(염대구)와 다른 해산물, 야자심 등으로 만든 요리이다.
- 투투 지 페이장: 페이장을 파리냐 등 부재료와 볶은 다음 퓌레해 만든 요리다. 투투 아 미네이라는 쌀밥, 볶은 케일, 포크 촙이나 링구이사 등과 함께 먹는다.
- 파스테우: 치즈나 쇠고기 등의 소를 넣어 튀긴 덤플링이다.
- 팡 지 케이주: 포우빌류 아제두(발효한 카사바녹말)와 치즈 반죽으로 만든 비스킷이다.
- 페이장 트로페이루: 페이장을 파리냐, 마늘, 양파, 돼지 껍데기, 링구이사, 달걀 등 부재료와 볶아 만든 요리이다.
- 페이조아다: 검정거북콩 등 콩에 고기 등 부재료를 넣고 오래 삶은 요리이다.
- 필레 아 오즈바우두 아라냐: 필레 미뇽이나 서로인 스테이크에 튀긴 마늘을 올린 요리이다.

### 남부

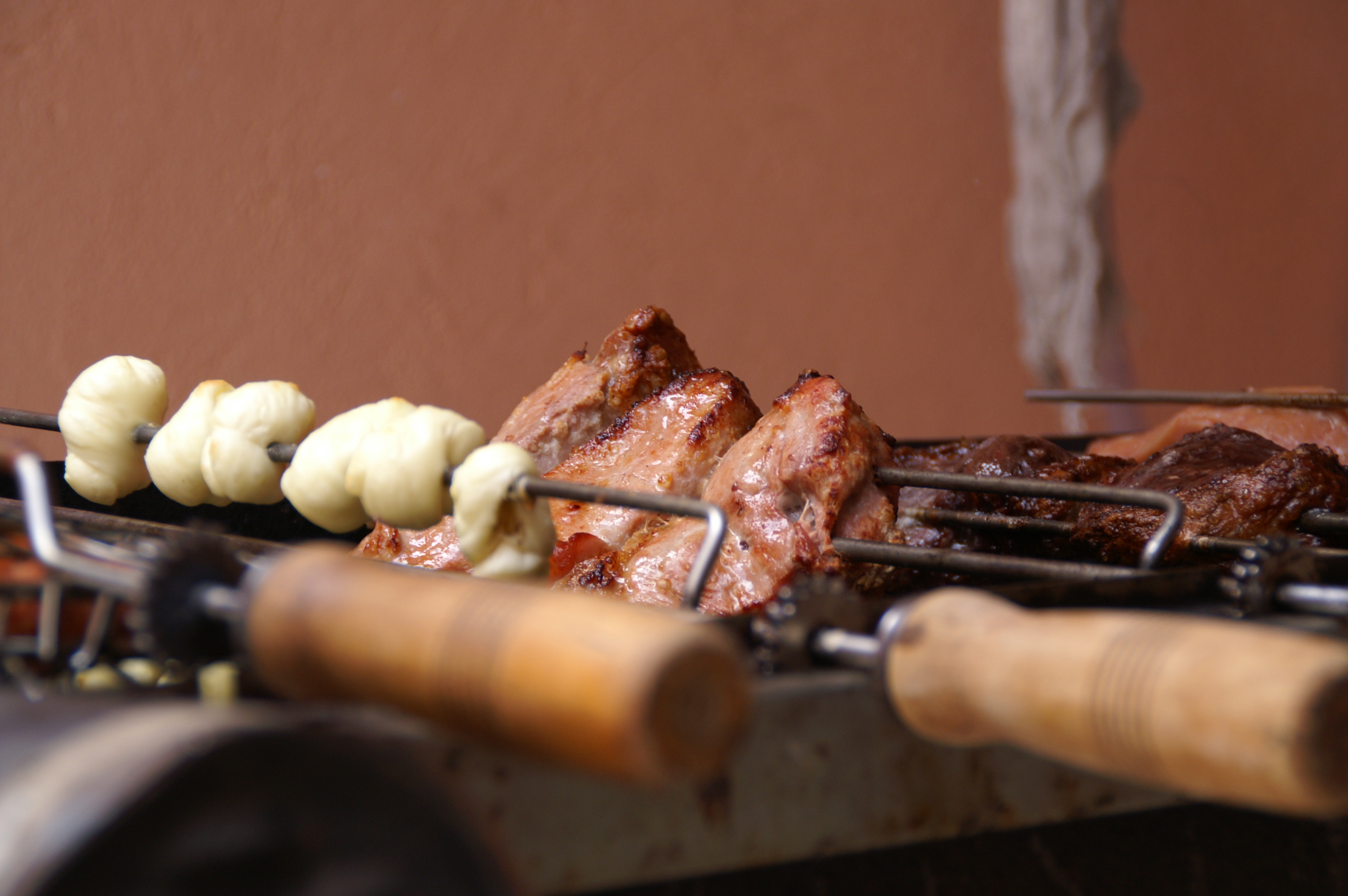
슈하스쿠

남부 지방의 식문화는 독일, 우크라이나, 이탈리아, 스페인, 포르투갈, 폴란드 등 유럽계 이민자의 영향이 강하게 드러난다. 향토 식재료로는 피냥, 콜로니아 치즈 등이 있으며, 오랜 낙농·축산 역사로 쇠고기와 유제품을 이용한 음식이 발달했으며, 기후가 비교적 서늘해 밀, 포도 등 유럽에서 들여온 온대 작물이 재배된다. 살라미 등 런천미트와 독일식 소시지 등 유럽 식재료와 쿠치아(쿠티야), 슈네케, 피에로기 등 유럽 음식도 흔히 볼 수 있다.
- 바헤아두: 쇠고기를 스튜해 만든 요리이다.
- 사구: 타피오카 펄과 포도주로 만든 후식이다.
- 슈하스쿠: 쇠고기 등을 꼬치에 꿰어 굽는 브라질식 바비큐이다.
- 아호스 카헤테이루: 마른고기를 넣어 만든 쌀밥 요리이다.
- 카페 콜로니아우: 빵·케이크·비스킷, 고기·소시지·런천미트, 치즈 등으로 구성된 식사이다.
- 쿠카: 슈트로이젤쿠헨과 비슷한 케이크이다.
- 하지시: 와인 식초 드레싱을 곁들인 치커리 샐러드이다.

## 음료
브라질의 대표적인 술로는 카샤사가 있으며, 칵테일인 카이피리냐도 유명하다.
여러 가지 과일 주스도 즐겨 마시며, 사탕수수 즙이나 스위스 레모네이드 등도 흔한 음료이다.
커피 음료로는 카페 콩 레이치나 핑가두, 메지아 등 밀크 커피, 카페 카리오카 등 블랙 커피가 있다.
마테 음료인 시마항, 테레레, 마테차 또는 다른 차·허브차를 마시기도 한다.

## 용어
- 란시(lanche): 경식을 일컫는다. 란시를 파는 곳은 "란쇼네치(lanchonte)"라 부른다.
- 마르미타(marmita): 도시락을 "마르미타" 또는 "마르미텍스(marmitex)"라 부른다.
- 부페(bufê): 뷔페는 접시에 음식을 담은 뒤 무게를 재 음식값을 계산하는 "부페 포르 킬루(bufê por quilo)"와 무게 제한이 없는 "부페 리브리(bufê livre)"가 있다.
- 슈하스쿠(churrasco): 바비큐이다. 슈하스쿠 음식점은 "슈하스카리아(churrascaria)", 그릴과 화덕은 "슈하스케이라(churrasqueira)"라 부른다.
- 이제쿠치부(executivo): 정식을 일컫는 말이다.

## 같이 보기
- 남아메리카 요리
- 라틴 아메리카 요리